# Viola nephrophylla
 (juillet 2018).
Espèce
Viola nephrophylla, ou Violette néphrophylle, est une espèce de plantes à fleurs de la famille des Violaceae originaire d'Amérique du Nord.